# Cortes de Leiria de 1376
Estas Cortes realizaram-se em Novembro de 1376 com o único propósito de efectuar os preitos e menagens aos infantes D. Beatriz de Portugal e D. Fradique de Castela, filho bastardo de Henrique II de Castela. Delas não restaram quaisquer capítulos e apenas chegaram até nós o testemunho do cronista Fernão Lopes, as procurações dos concelhos de Arronches, Elvas, Évora-Monte, Leiria e Sortelha aos seus representantes, bem como o próprio texto dos preitos e menagens.
Eças foram igualmente marcadas por certa oposição dos populares aos desejos do rei, que pretendia aumentar a tributação para fazer face ao estado do erário e empreender guerra a Castela. Entre outros agravos, os representantes dos concelhos estavam descontentes com os impostos, que o monarca agravara sem os consultar, e com a alteração do valor da moeda. Dos registos ressalta a já aparente dependência do próprio rei perante as competências das Cortes (política).

## Procuração do concelho de Elvas
«Saibam os que esta procuração virem como nós, Concelho e homens bons de Elvas, chamados para isto a um Concelho apregoado por Vicente pregoeiro, juntos no paço da Audiência, convém a saber, Vasco Gil, juiz, e Fernando Estevens, Pero Domingues, Afonso Eanes, Afonso Estevens, vereadores por el-Rei na dita vila, Pero Lourenço, procurador do Concelho, Rui Peres de Morais, Martim Anes, escudeiros, Vasco Domingues, Almoxarife de el-Rei, Vasco Lobeira ... Mateus Estevens e outros filhos de algo vassalos de el-Rei e cidadãos, para cumprir o mandado de nosso Senhor, el-Rei, em que manda por sua carta que o Concelho e os homens bons lhe enviassem a Leiria um homem bom por procurador, ao qual dessem poder para que, pelo dito Concelho, pudesse fazer preitos e homenagens quais fossem mercê de el-Rei, e que fosse no dito lugar em Leiria em este mês de Novembro meado, onde o dito Senhor Rei entendia fazer Cortes por serviço de Deus e seu, e prol dos seus Reinos.
E para estas Cortes fazemos nosso certo procurador avondoso, suficiente, cumprido em tudo assim como ele melhor e mais cumpridamente o pode e deve ser, a Gil Fernandes, escudeiro morador na dita vila, ao qual nós, Concelho de Elvas, damos cumprido poder que, por o dito Concelho e de seu nome, possa fazer e afirmar todos os preitos e homenagens que lhe requerido for e mercê de el-Rei que o dito Concelho faça, e, a qualquer pessoa ou pessoas que lhe el-Rei mandar, que este Gil Fernandes por o dito Concelho e de seu nome as possa fazer e afirmar, com todas as cláusulas e condições e composições e firmidões que lhe o dito Senhor Rei mandar, e, se sua mercê for que as façam por serviço de el-Rei, que a todos as possa fazer e afirmar posto que seja sobre tais coisas que sejam e hajam mester de especial mandado.
E nós, Concelho, obrigamos todos os bens do Concelho de haver por firmes e estáveis para sempre tudo o que pelo dito Gil Fernandes, por o dito Concelho, for feito, dito e afirmado, e para cumprir e manter as obrigações e homenagens por ele feitas sob as cláusulas de direito acostumadas
e em testemunho disto lhe mandamos assim ser feita esta procuração,
feita em Elvas no paço da Audiência, dez dias de Novembro da Era de mil e quatrocentos e catorze anos (1376).
Testemunhas que a isto foram presentes, João Domingues, procurador, Vasco Lourenço, Gonçalo Domingues, que foi Tabelião, e Pero Corvacho, João Estevens ... Lopo Estevens, Tabeliães, e outros,
e eu, Vasco Eanes, Tabelião de el-Rei em Elvas, que a isto presente fui e esta procuração, por mandado do dito Concelho e homens bons, escrevi, e aqui meu sinal fiz que tal (local do sinal) é.» 

## Preitos e menagens a D. Beatriz e D. Fradique.
«Em nome de Deus, Amém.
Dom Henrique, pela graça de Deus Rei de Castela e de Leão, de Toledo, de Galiza, de Sevilha, de Córdova, de Jaén, de Múrcia, do Algarve, de Algeciras e Senhor de Molina, a todos quantos esta presente escritura virdes, sabei que aos três dias deste mês de  Janeiro da Era de mil e quatrocentos e quinze anos (1377, na mui nobre cidade de Córdova, vieram a Nós dom Pero Tenório, Bispo de Coimbra, e Airas Gomes da Silva, embaixadores e procuradores especiais de nosso irmão e especial amigo dom Fernando, nobre Rei de Portugal, segundo se vê por uma carta de procuração que ao diante é escrita, os quais assim como procuradores e em voz e em nome do dito Rei de Portugal nos disseram como – no mês de Novembro, este que agora passou da Era de mil e quatrocentos e catorze anos, na vila de Leiria, onde então o sobredito Rei de Portugal tinha e fazia as suas Cortes Gerais, e onde eram juntos o Infante dom João, irmão do sobredito Rei de Portugal, e dom Lourenço, Arcebispo de Braga, e todos os prelados e os outros, Condes e Ricos homens, Cavaleiros e escudeiros e procuradores de vilas e Cidades de todo o Reino de Portugal, os quais foram especialmente chamados para os esponsórios da Infante dona Beatriz, filha primeira do dito Rei de Portugal, e para jurar a dita Infante por Rainha e por Senhora dos ditos Reinos de Portugal e do Algarve, e a dom Fradarique, meu filho, como seu esposo, consumando matrimónio com ela, segundo se contém nas homenagens abaixo escritas – Fernão Perez de Andrade, assim como procurador nosso e do dito dom Fradarique, meu filho, e especial mensageiro, segundo se contém numa carta de procuração que ao diante é escrita, em voz e em nome do dito dom Fradarique e por ele, dentro dos paços do dito Rei que são na dita vila de Leiria, aos vinte e quatro dias do sobredito mês de Novembro, se esposara publicamente com a dita Infante por palavras de presente segundo manda a santa Igreja de Roma. Outrossim a dita Infante dona Beatriz se esposara com o dito dom Fradarique por palavras de presente em mãos do sobredito Fernão Perez, procurador especial mensageiro do dito dom Fradarique.
E logo ao outro dia, convém a saber, aos vinte e cinco dias do dito mês de Novembro, os sobreditos Infante e Arcebispo, com todos os prelados e todos os outros, Condes, Mestres e Ricos-homens, Cavaleiros e escudeiros, e outrossim procuradores de todas as Cidades e vilas e lugares e Alcaides dos castelos e fortalezas do dito Reino de Portugal, fizeram jura e preito e menagem em mão de dom frei Álvaro Gonçalves, Prior do Hospital, e de dom Anrique Manuel, curadores dados da dita Infante por o dito Rei seu pai. E outrossim, em mãos do dito Fernão Perez, assim como procurador do dito dom Fradarique, que, morrendo o dito Rei e não deixando filho varão lídimo, tomassem e tomem por Rainha e Senhora a dita Infante dona Beatriz e por Rei e por Senhor o dito dom Fradarique, assim como seu marido lídimo, segundo mais cumpridamente é contido nos preitos e menagens que sobre esta razão o dito Senhor Rei mandou fazer a todos os do seu Reino, o teor dos quais é este que se segue.
Primeiramente, o Infante dom João e o Arcebispo e Condes e Mestres, Ricos-homens, Cavaleiros e Alcaides dos castelos e fortalezas e procuradores dos Concelhos das Cidades e vilas e lugares do dito Reino de Portugal e do Algarve, e os Concelhos por si e por aqueles que de pós eles vierem, juraram e fizeram prometimento e menagem a nossa Senhora a Infante dona Beatriz, filha primeira e herdeira de nosso Senhor el-Rei dom Fernando e da Rainha dona Leonor, sua mulher, em pessoa e em mãos de dom frei Álvaro Gonçalves e dom Anrique Manuel de Vilhena, senhor de Cascais, curadores dados à dita Infante por o dito Senhor Rei, aos quais deu poder e autoridade para receber a dita jura e preito e menagem que, depois dos dias da vida do dito Senhor Rei, não deixando filho varão lídimo, a hajam por sua Senhora natural e por Rainha e por herdeira dos ditos Reinos de Portugal e do Algarve, a dita Infante dona Beatriz.
Outrossim juraram e fizeram preito e menagem a dom Fradarique, filho de el-Rei de Castela dom Henrique, em pessoa e em mãos de Fernão Perez de Andrade, que para isto há suficiente poder, e que sendo casado esse dom Fradarique com a dita Infante, e sendo o matrimónio consumado por cópula carnal, e não deixando o dito Senhor Rei dom Fernando outro filho varão, ou ficando a dita Senhora Rainha dona Leonor prenhada e não parindo filho varão, que então hajam o dito dom Fradarique por seu Rei e Senhor dos ditos Reinos de Portugal e do Algarve, assim como marido lídimo da dita Senhora Infante, e que outro nenhum não recebam por Rei e Senhor salvo a dita Infante e o dito dom Fradarique, assim como seu marido lídimo e na maneira que dito é.
Outrossim juraram e fizeram preito e menagem, em nome suso dito, que saindo deste mundo o dito nosso Senhor el-Rei dom Fernando sem filho varão lídimo, nado ou por nascer, antes que a dita Infante e o dito dom Fradarique sejam de idade lídima para poder consumar o seu matrimónio, que não tomem nem hajam outro por Rei e Senhor dos ditos Reinos salvo a dita Senhora Infante, e que em esse tempo hajam por Regedor e administrador dos ditos Reinos, em nome dessa Infante e por ela, a dita Senhora Rainha dona Leonor sua mãe, se viver, ou aquele ou aqueles que o dito Senhor Rei dom Fernando para isto estabelecer e ordenar, ou deixar em testamento, até que essa Senhora Infante e o dito dom Fradarique cheguem, ela, a idade de doze anos e, ele, a idade de catorze anos, em que por si possam administrar e reger os ditos Reinos, e casando o dito dom Fradarique e consumando com ela o seu matrimónio, como dito é, que hajam por Rei e por Senhor esse dom Fradarique, como seu marido dessa Senhora Infante.
Outrossim juraram e prometeram que, saindo o dito nosso Senhor el-Rei dom Fernando deste mundo e deixando filho varão lídimo, nado ou por nascer, o qual morresse sem filhos ou filhas legítimas, não tomem nem hajam outro por Rei nem Senhor dos ditos Reinos salvo a dita Infante e o dito dom Fradarique, sendo casados pela maneira e condição suso ditas.
Outrossim juraram e fizeram preito e menagem de guardar todas estas coisas sobreditas e cada uma delas, sob pena de caírem em caso de traição, assim como qual que trai castelo e mata Senhor, e possam por isso ser julgados e reptados por todo o homem fidalgo que lhes sobre isto queira dizer mal.
Estas juras e preitos e menagens fizeram e entenderam fazer ao dito dom Fradarique com esta e sob esta condição especialmente, que em todo o tempo do dito dom Fradarique os castelos e fortalezas quaisquer dos ditos Reinos não sejam dados para ter ou guardar, nem por outra nenhuma maneira, a nenhum de fora do Reino e que não seja natural deste Reino, e em outra guisa fazendo-se o contrário, em qualquer parte ou por qualquer maneira, que estas juras, preito e menagem que são feitas ao dito dom Fradarique não valham nem lhe sejam guardadas.
Outrossim nos disseram que o dito Fernão Perez, assim como nosso procurador e do dito dom Fradarique, meu filho, obrigara a nós e o dito dom Fradarique, a el-Rei e à Rainha de Portugal, presentes e por si e por seus sucessores solenemente estipuláveis, que, quando o dito dom Fradarique houver idade de sete anos, expressamente consinta nos esponsórios que o dito Fernão Perez fez por palavras de presente, em nome do dito dom Fradarique, com a dita Infante dona Beatriz, filha primeira do sobredito Rei de Portugal, e que jure e jurará publicamente, logo que cumprir os ditos sete anos, aos santos Evangelhos por ele corporalmente tangidos, de casar com a dita Infante dona Beatriz, e de nunca reclamar nem contradizer, nem reclamará, mais que sempre este, e estará em estes esponsórios e nunca contradirá em nenhuma maneira nem casará de facto com outra salvo com a dita Infante, em maneira que o dito casamento fique firme e perfeito e que se não possa revogar. Outrossim que desde este primeiro dia de São João Baptista, o primeiro que vem, até aos seis anos primeiros seguintes o dito dom Fradarique faça solenemente suas bodas e case no Reino de Portugal com a dita Infante, e que daí em diante comam em um e durmam em um e façam vida em um como devem fazer marido e mulher. E em caso que o dito Fradarique isto contradissesse ou reclamasse, ou em isso não consentisse, ou com outra de facto casasse segundo dito é, ou por nós estivesse, ou contra o que dito é viéssemos em todo ou em parte em qualquer maneira, que peitássemos em pena ao dito Rei de Portugal e à dita Infante sua filha, e a qualquer deles presentes solenemente e firmemente e estipulantes e recebentes, em pena e em nome de interesse dez mil marcos de ouro, pela qual lhes deu poder que, caindo nós na dita pena como dito é, se possam entregar o dito Rei de Portugal e a dita Infante, ou qualquer deles e seus sucessores e herdeiros, de sua própria autoridade, em todos os bens nossos e de dom Fradarique, meu filho, e de nossos Reynos, assim Cidades e castelos como vilas e lugares, e outros bens quaisquer assim nossos como dos nossos Reinos e dos moradores e naturais deles tanto por mar como por terra, os quais para isto expressamente obrigo, e lhes deu poder que os pudessem tomar, de sua própria autoridade, até a que houvesse cumprimento da dita pena. O qual jurou que nós pagássemos nela caindo, vindo nós contra as coisas sobreditas ou contra qualquer delas em todo ou em parte, e que pagássemos a dita pena uma ou duas ou três vezes ou quantas mais vezes em ela caíssemos, contra o qual outorgou em nosso nome que não alegássemos, por nós nem por outrem, nenhuma legítima razão nem foro nem façanha nem lei escrita ou não escrita, e a pena pagada ou não pagada que que ficássemos sempre teúdo e obrigado de ter, cumprir e de guardar todas as coisas sobreditas e cada uma delas.
Pedindo-nos os sobreditos Bispo Bispo e Airas Gomes, da parte do dito Rei de Portugal – e dizendo-nos que pois o dito Rei de Portugal e a dita Rainha, sua mulher, consentiram pessoalmente, e o dito Rei de Portugal, por sua pessoa e expressamente, consentira nos ditos esponsórios da dita Infante e do dito dom Fradarique, meu filho, e ratificara e aprovara todas as menagens e juras, segundo dito é, que foram feitas à dita Infante, sua filha, e a dom Fradarique, meu filho, os quais ditos preitos e menagens e juramentos foram feitos de licença e mandado do dito Rei de Portugal, e se obrigara pessoalmente, sob pena de dez mil marcos de ouro, que, quando a dita Infante houver idade de sete anos, expressamente consinta e consentirá nos esponsórios que ora entre ela e o dito dom Fradarique são feitos por palavras de presente, e que jure e jurará publicamente aos santos Evangelhos de casar com o dito dom Fradarique, meu filho, e de nunca reclamar nem contradizer, nem reclamará, mais que sempre este, e estará em estes esponsórios e nunca contradirá em nenhuma maneira, e outrossim de não casar de facto com outro algum salvo com o dito dom Fradarique, em maneira que o dito casamento fique firme e perfeito e que se não possa revogar; outrossim porquanto prometeu e jurou o dito Rei de Portugal que desde este dia de São João Baptista, este primeiro que vem, até aos seis anos primeiros seguintes a dita Infante, sua filha, faça solenemente suas bodas e case com o dito dom Fradarique, e os ponha em uma casa a ambos e dois, em maneira que daí em diante durmam em um e comam em um e façam vida em um como marido e mulher devem fazer, e em caso que a dita Infante, sua filha, a isto contradissesse ou reclamasse, ou em tal não consentisse em qualquer maneira, ou com outro algum casasse de facto segundo dito é, ou pelo dito Rei de Portugal estivesse, ou contra o que de suso dito é viesse em todo ou em parte em qualquer maneira, que prometia e prometeu por firme estipulação de pagar, por pena e em nome de interesse e de dano, a nós e a dom Fradarique meu filho, e a cada um de nós em pessoa de Fernão Perez, nosso procurador e do dito dom Fradarique presente e solenemente e firmemente estipulante, por pena e de dano dez mil marcos de ouro, por a qual dita pena deu poder a nós e ao dito dom Fradarique, ou a qualquer de nós e aos nossos sucessores e herdeiros, que nos possamos entregar em todos os seus bens e dos seus Reinos e dos seus naturais assim por mar como por terra, os quais para isto obrigou e hipotecou especialmente, e nos deu poder que pudéssemos tomar, de nossa própria autoridade, assim Cidades e vilas e castelos como lugares e outros bens quaisquer tanto dos seus Reinos como dos moradores deles, até que haja cumprimento da dita pena, a qual jurou de pagar em ela caindo, vindo contra as coisas sobreditas ou contra parte delas em todo ou em parte, a qual dita pena se obrigou de pagar uma e duas e três vezes e mais quantas vezes em ela caísse, contra o qual outorgou e prometeu de nunca alegar nenhuma excepção, nem por si nem por outrem, nem outra legítima razão nem foro nem façanha nem lei escrita ou não escrita, e a pena pagada ou não pagada que fique sempre teúdo e obrigado de ter, cumprir e de guardar, e de fazer ter, cumprir e guardar todas as coisas sobreditas e cada uma delas – pedindo-nos os sobreditos procuradores que nós quiséssemos outrossim pessoalmente ratificar todas as coisas sobreditas que assim foram tratadas e ordenadas por o dito Fernão Perez, nosso procurador, em nome do dito dom Fradarique meu filho.